# Équipe cycliste Festina
L'équipe cycliste Festina était une formation de cyclisme professionnel sur route, sponsorisée par le fabricant de montres Festina.

## Historique
En 1989, Festina Lotus S.A. devient co-sponsor d'une équipe cycliste espagnole, Lotus - Zahor. Lotus est en fait la marque espagnole du fabricant de montres Festina. L'année suivante, l'équipe devient Lotus - Festina. Elle gardera longtemps cette double appellation que sont Lotus pour les courses espagnoles et Festina pour le reste du monde.
La formation a mis en place un système d’évasion fiscale au cours des années 1990. Ses coureurs recevaient leur rémunération en droits à l’image et une partie de leurs primes sur un compte en Andorre. L'argent n’était pas déclaré selon des informations de Mediapart.
En 1991, l'équipe embauche le coureur portugais Acácio da Silva. Il sera rejoint l'année suivante, par un jeune stagiaire espagnol, Abraham Olano. À la fin de 1991, l'équipe embauche l'Irlandais Sean Kelly qui venait de remporter le Tour de Lombardie. 
En 1992, Kelly, à l'âge de 36 ans, gagne Milan-San Remo devant l'ancien champion du monde Moreno Argentin. L'équipe participe à son premier Tour de France. 

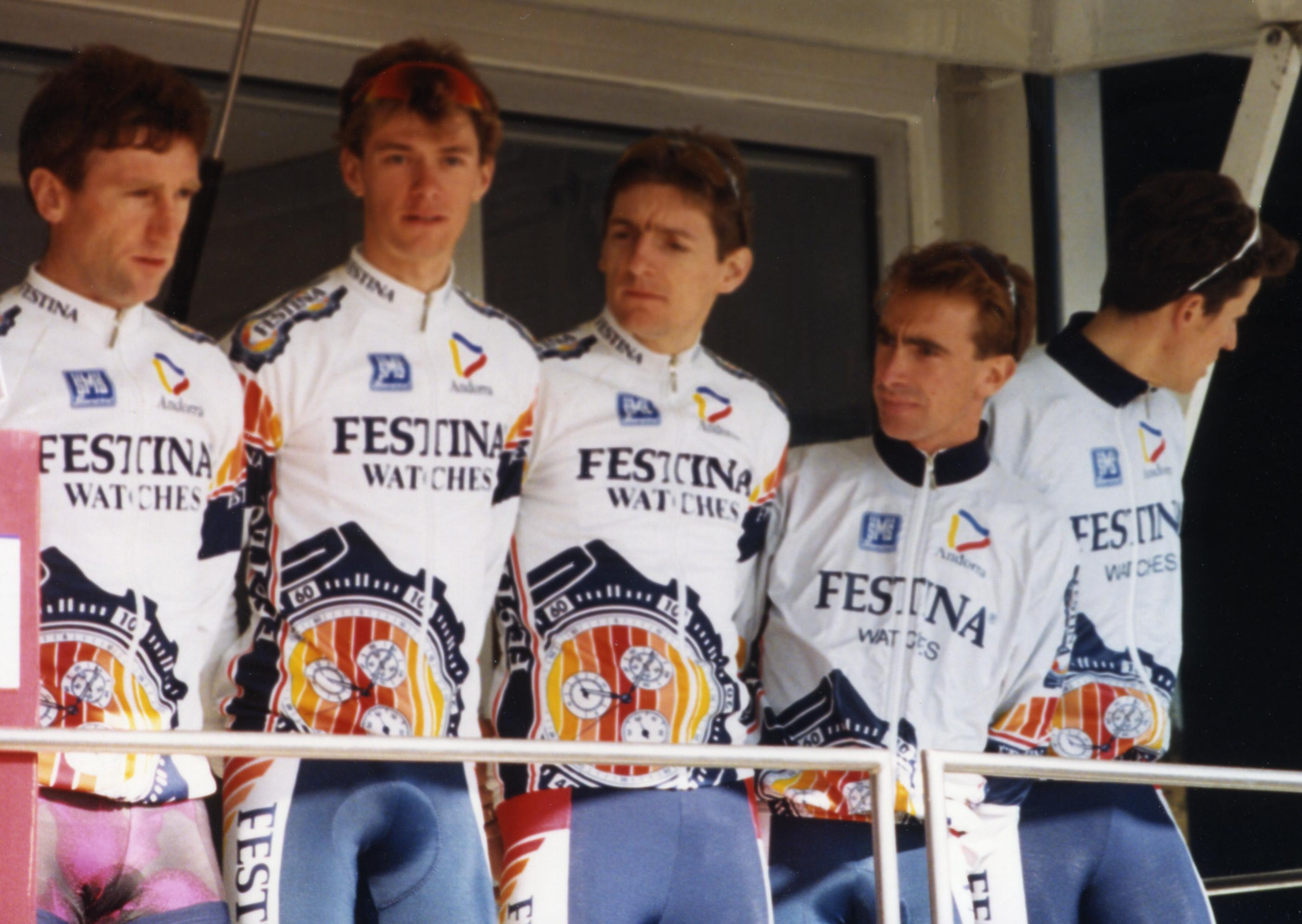
Équipe Festina lors du Paris-Nice 1993

En 1993, l'équipe change de nationalité et devient andorrane. Elle embauche de grands coureurs, comme le Hollandais Steven Rooks. Elle se francise également, avec l'arrivée du directeur sportif Bruno Roussel et de nombreux coureurs parmi lesquels Richard Virenque, Pascal Lino ou Thierry Marie. Mais ce n'est qu'en 1994 que l'équipe devient vraiment française. Bruno Roussel monte en grade. De nombreux coureurs français viennent renforcer l'effectif, parmi lesquels Luc Leblanc, qui remportera cette année-là le titre de Champion du monde.
Les années qui suivront seront celles de la « Virenquemania » et permettront à Festina de se forger une forte notoriété auprès du grand public. Ainsi, Virenque remporte-t-il le titre de meilleur grimpeur du Tour de France quatre fois de suite entre 1994 à 1997, et termine sur le podium en 1996 et 1997. Quant à l'équipe, elle remporte le « classement par équipes » en 1994 et 1996.
En 1997, Laurent Brochard devient à son tour Champion du monde.
En 1998, l'équipe Festina est réputée « la plus forte du monde »[réf. nécessaire], avec le renfort de la star suisse Alex Zülle. Mais en plein Tour de France, l'équipe se trouve au cœur d'une des plus grosses affaires de dopage de l'histoire du cyclisme, l’affaire Festina.
En 1999, à la suite de cette affaire de dopage, l'équipe change de visage. En effet, Virenque, Dufaux, Zulle et Roussel ne sont plus là.
En 2000, l'équipe brille à nouveau sur le Tour de France, grâce au jeune espoir espagnol Joseba Beloki, qui devance son leader Christophe Moreau sur la troisième marche du podium.
En 2001, alors que l'équipe Festina effectue sa dernière saison au sein du peloton professionnel, l'équipe remporte la Vuelta avec Ángel Casero et Christophe Moreau porte le maillot jaune quelques jours sur le Tour de France.

## Principales victoires

### Compétitions internationales
Contrairement aux autres courses, les championnats du monde de cyclisme sur route et les Jeux olympiques sont disputés par équipes nationales et non par équipes commerciales.
Championnats du monde
- Course en ligne : 2
  - 1994 (Luc Leblanc) et 1997 (Laurent Brochard)

### Classiques
En gras, les succès sur les classiques « Monuments »
- Route Adélie de Vitré : 1990 (Roberto Torres)
- Tour de Vénétie : 1991 (Roberto Pagnin)
- Milan-San Remo : 1992 (Sean Kelly)
- Trophée Luis Puig : 1992 (Sean Kelly)
- Tour du lac Majeur : 1992 (Thomas Wegmüller)
- Circuit de Getxo : 1992 (Mathieu Hermans) et 1998 (Marcel Wüst)
- Boucles de l'Aulne : 1994 (Richard Virenque)
- Trophée des Grimpeurs : 1994 (Richard Virenque) et 1998 (Pascal Hervé)
- Polynormande : 1995, 1997 (Richard Virenque) et 1996 (Laurent Brochard)
- Gand-Wevelgem : 1995 (Lars Michaelsen)
- Boucle de l'Artois : 1996 (Jean-Michel Thilloy)
- Escalade de Montjuïc : 1996, 1998 et 2000 (Fabian Jeker)
- Tour du Piémont : 1996 (Richard Virenque) et 1997 (Gianluca Bortolami)
- Prueba Villafranca de Ordizia : 1997 (Laurent Lefevre) et 2001 (David Clinger)
- Grand Prix d'ouverture La Marseillaise : 1997 (Richard Virenque)
- Coppa Bernocchi : 1997 (Gianluca Bortolami)
- GP Chiasso : 1998 (Gianluca Bortolami)
- Grand Prix de Plouay : 1998 (Pascal Hervé)
- À travers le Morbihan : 1999 (Patrice Halgand)
- Grand Prix de Plumelec-Morbihan : 1999 (Patrice Halgand)
- Grand Prix de la ville de Camaiore : 2000 (Wladimir Belli)
- Cholet-Pays de la Loire : 2001 (Florent Brard)
- Paris-Bourges : 2001 (Florent Brard)

### Courses par étapes
- Étoile de Bessèges : 1994 (Jean-Paul van Poppel) et 1997 (Patrice Halgand)
- Tour de Burgos : 1995 (Laurent Dufaux)
- Route du Sud : 1995 (Laurent Dufaux)
- Tour du Chili : 1996 (Christophe Moreau), 1997 (Patrice Halgand), 1998 (Marcel Wüst) et (David Plaza)
- Tour du Limousin : 1996 (Laurent Brochard)
- Tour du Haut Var : 1996 (Bruno Boscardin)
- Grand Prix du Midi Libre : 1998 (Laurent Dufaux)
- Tour de Romandie : 1998 (Laurent Dufaux)
- Tour du Poitou Charentes : 1999 (Christophe Moreau)
- Tour des Asturies : 2000 (Joseba Beloki)
- Tour d'Allemagne : 2000 (David Plaza)
- Critérium du Dauphiné libéré : 2001  (Christophe Moreau)

### Grands tours
| - Tour d'Italie - 7 participations (1991, 1992, 1993, 1995, 1996, 1997, 1998) - 6 victoires d'étapes : - 1 en 1992 : Roberto Pagnin - 1 en 1996 : Pascal Hervé - 1 en 1997 : Marcel Wüst - 3 en 1998 : Alex Zülle (3) - 0 victoire finale - Meilleur classement : 9e en 1996 (Jean-Cyril Robin) - 0 classement annexe | - Tour de France : - 10 participations (1992, 1993, 1994, 1995, 1996, 1997, 1998, 1999, 2000, 2001) - 34 victoires d'étapes : - 1 en 1993 : Pascal Lino - 3 en 1994 : Jean-Paul van Poppel, Luc Leblanc et Richard Virenque - 1 en 1995 : Richard Virenque - 1 en 1996 : Laurent Dufaux - 4 en 1997 : Laurent Brochard, Richard Virenque, Neil Stephens et Didier Rous - 1 en 2000 : Marcel Wüst - 1 en 2001 : Christophe Moreau - 0 victoire finale - Meilleur classement : 2e en 1997 (Richard Virenque) - 8 classements annexes : - Classement par équipes : 1994 et 1997 - Grand Prix de la montagne : 1994, 1995, 1996 et 1997 (Richard Virenque) - Prix de la combativité : 1996 et 1997 (Richard Virenque) | - Tour d'Espagne - 13 participations (1989, 1990, 1991, 1992, 1993, 1994, 1995, 1996, 1997, 1998, 1999, 2000, 2001) - 18 victoires d'étapes : - 1 en 1989 : Luc Suykerbuyk - 2 en 1990 : Contre-la-montre par équipes et Carlos Hernández - 1 en 1992 : Roberto Torres - 2 en 1993 : Jean-Paul van Poppel (2) - 1 en 1994 : Jean-Paul van Poppel - 1 en 1996 : Laurent Dufaux - 3 en 1997 : Marcel Wüst (3) - 3 en 1998 : Marcel Wüst (2) et Alex Zülle - 5 en 1999 : Marcel Wüst (4), Laurent Brochard - 1 victoire finale : - 2001 : Ángel Casero - 3 classements annexes : - Classement des sprints spéciaux : 1991 (Acácio da Silva) - Grand Prix de la montagne : 1992 (Carlos Hernández) et 1994 (Luc Leblanc) |

### Championnats nationaux
- Championnats d'Australie sur route : 1
  - Contre-la-montre : 1999 (Jonathan Hall)
- Championnats de Finlande sur route : 1
  - Course en ligne : 1996 (Joona Laukka)
  - Contre-la-montre : 1996 (Joona Laukka)
- Championnats de France sur route : 1
  - Contre-la-montre : 2001 (Florent Brard)
- Championnats de Suisse sur route : 2
  - Course en ligne : 1992 (Thomas Wegmüller)
  - Course de montagne : 1996 (Laurent Dufaux)

- Championnats de France de cyclo-cross : 1
  - Élites : 1996 (Emmanuel Magnien)

## Classements UCI

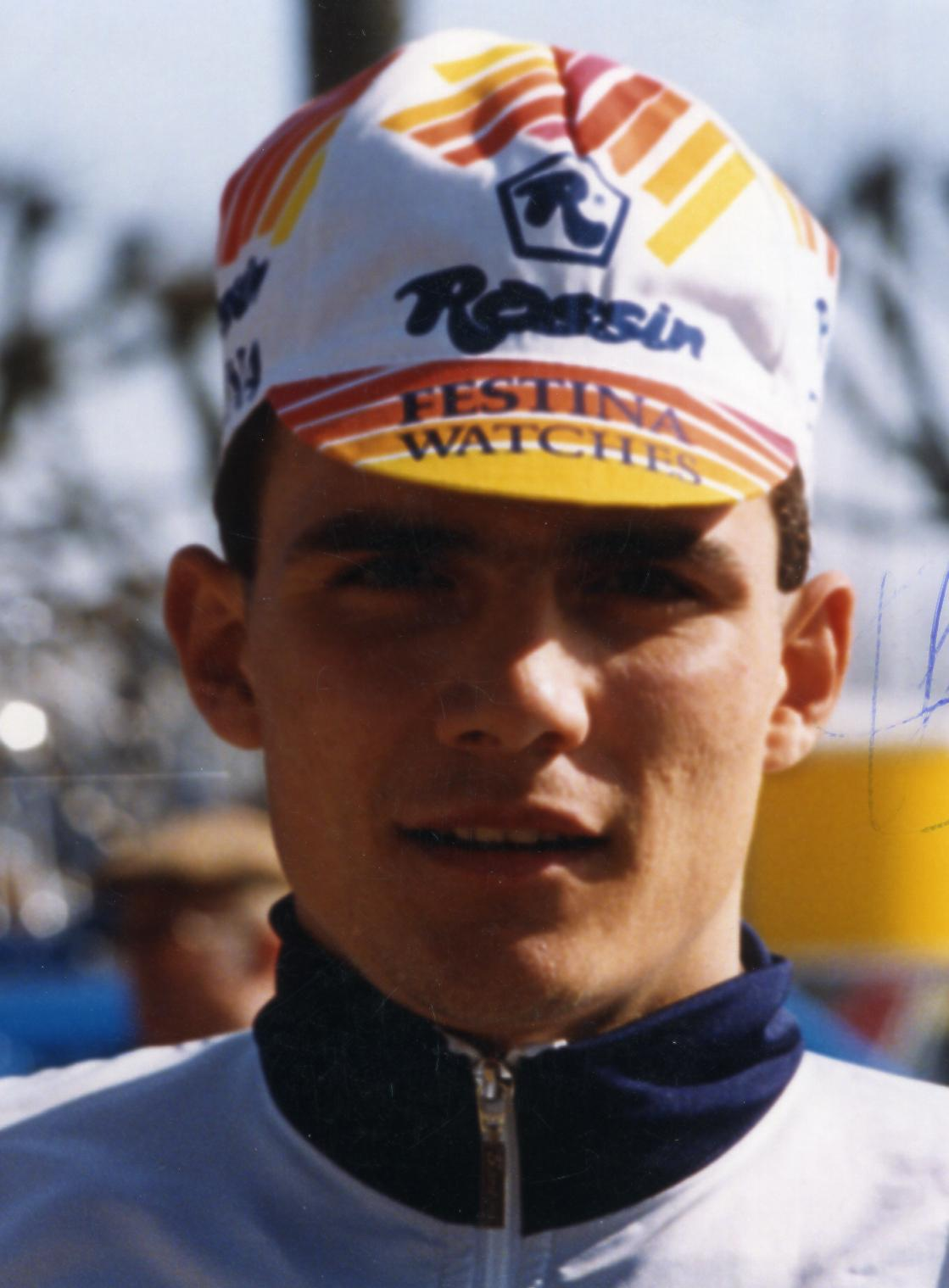
Richard Virenque en 1993

Jusqu'en 1998, les équipes cyclistes sont classées par l'UCI dans une division unique. En 1999 le classement UCI par équipes est divisé entre GSI, GSII et GSIII. L'équipe est classée en GSI durant cette période. Les classements détaillés ci-dessous sont ceux de l'équipe en fin de saison. Les coureurs demeurent en revanche dans un classement unique.
| Saison     | Classement par équipes | Meilleur coureur au classement individuel |
| ---------- | ---------------------- | ----------------------------------------- |
| 1995       | 11e                    | Richard Virenque (12e)                    |
| 1996       | 5e                     | Richard Virenque (7e)                     |
| 1997       | 4e                     | Richard Virenque (14e)                    |
| 1998       | 4e                     | Alex Zülle (6e)                           |
| 1999 (GSI) | 15e                    | Wladimir Belli (16e)                      |
| 2000 (GSI) | 10e                    | Christophe Moreau (21e)                   |
| 2001 (GSI) | 13e                    | Christophe Moreau (31e)                   |

## Principaux coureurs
- Pascal Hervé
- Jean-Philippe Dojwa
- Acácio da Silva
- Sean Kelly
- Steven Rooks
- Richard Virenque
- Jean-Paul van Poppel
- Thierry Marie
- Pascal Lino
- Luc Leblanc
- Lars Michaelsen
- Laurent Brochard
- Emmanuel Magnien
- Christophe Bassons
- Patrice Halgand
- Christophe Moreau
- Didier Rous
- Neil Stephens
- Marcel Wüst
- Joseba Beloki
- Ángel Casero
- Alex Zülle
- Laurent Dufaux
- Pascal Chanteur